# Teknisa
Teknisa é uma empresa brasileira de software criada em 1990, em Belo Horizonte, com especialização no setor de alimentação.

## Reconhecimentos
Foi vencedora do Prêmio Exelência Empresarial do SEBRAE em 2003, e recebeu a certificação MPS.BR emitido pelo Softex em 2007, a certificação ISO9000 desde 1999 e a recertificação ISO9000 na versão 2000 em 2003 emitida pelo Bureau Veritas Quality International